# Erythrodiplax justiniana
Die Erythrodiplax justiniana ist eine Libellenart der Gattung Erythrodiplax aus der Unterfamilie Sympetrinae. Sie fliegt auf den Inseln Kubas, der Dominikanischen Republik, Haitis, Jamaikas und Puerto Ricos.

## Merkmale

Verbreitung der Arten Erythrodiplax cauca (rot), Erythrodiplax melanorubra (gelb), Erythrodiplax media (grün), Erythrodiplax justiniana (orange) und Erythrodiplax ines (blau). Gekachelte Flächen zeigen Überschneidung zweier Verbreitungsgebiete an.

### Bau der Imago
Das Tier erreicht eine Länge von 29 bis 32 Millimetern, wobei 15 bis 20 Millimeter davon auf das Abdomen entfallen. Jungtiere haben ein braunes Gesicht, das mit dem Alter schwarz wird. Der Thorax ist mit braunen Haaren besetzt. Bei den ausgewachsenen Männchen ist das Abdomen gräulich-weiß, bei den Weibchen hingegen nimmt es einen gelbbraunen Farbton an. Die Hinterflügel sind zwischen 18 und 22 mm lang und weisen auf der Basis einen markanten Fleck auf. Auf dem Vorderflügel hingegen findet sich nur ein Hauch von braun direkt am Ansatz. Ansonsten sind die Flügel durchsichtig.

### Bau der Larve
Die Larve erreicht eine Länge von 15 Millimetern und hat 10 Borsten auf den seitlichen Labiumslappen sowie zwischen 12 und 13 auf dem mittleren. Sie weist keine Dorsaldornen auf dafür aber Lateraldornen auf den Segmenten acht und neun.